# 2011年江苏丰县校车事故
2011年江苏丰县校车事故，发生于2011年12月12日傍晚。江苏丰县首羡镇中心小学一辆校车发生侧翻事故，造成15人死亡，8人受伤。

## 事故经过
2011年12月12日17:45左右，江苏省丰县首羡镇中心小学一辆校车在送学生回家途中在张后屯村附近，因躲避一辆人力三轮车，车辆侧翻划入水沟。出事车辆（苏CR1836）为核载52人的少林牌SLG6型客车，其中两座的坐三个学生，三座的坐四个学生，校车在座位上的学生应该是七十人，校车过道上站满了学生，事发时车上应有80名学生以上。其中首羡镇茌李庄十一名学生全部遇难，报道极其不符实，事发后丰县交警，交通，及其所有政府部门对事发涉及的每个村庄进行封锁，使国内外记者无法进村进行采访。这一重大校车事故得以隐瞒。

## 处理
出事车辆司机洪旭已经被丰县公安局刑事拘留。

## 原因
车辆侧翻入约60厘米深的水沟，造成被压在最下方的部分学生溺水、窒息。
另外，出事当天车主洪旭临时顶替原来的司机驾驶，然而洪旭持有的B2駕駛執照（大型货车）并不符合出事车辆（A1大型客车）车型。

## 脚注
1. ↑  . 新华网. 2011-12-13 （中文（简体））.
2. 1 2  . 中国新闻网. 2011-12-13  [2011-12-13]. （原始内容存档于2011-12-13） （中文（简体））.
3. ↑  . 丰县政府. 2011-12-13  [2011-12-14]. （原始内容存档于2012-01-09） （中文（简体））.
4. ↑  . 《东方早报》. 2011-12-14  [2011-12-14]. （原始内容存档于2017-11-04） （中文（简体））.